# Agosto (canção)
"Agosto" é uma canção da cantora brasileira Daniela Araújo com participação do cantor Mauro Henrique, vocalista da banda de rock Oficina G3. A faixa foi lançada em agosto de 2015 como o sexto single do álbum Doze, lançado em janeiro de 2017.[carece de fontes?]
A canção fez parte do projeto 'Eu Componho com Daniela Araújo', em que Daniela escreveu músicas a cada mês de 2015 conforme temas sugeridos pelos fãs e internautas. Em agosto, o público sugeriu o amor incondicional divino como tema. A composição e arranjo é de Daniela em parceria com o músico Dani Aguiar, que participou das gravações do disco.

## Faixas
1. "Agosto" - 5:03

## Ficha técnica
Lista-se abaixo os profissionais envolvidos na produção de "Agosto", de acordo com o encarte do disco.
- Daniela Araújo – vocais, composição, produção musical, arranjo
- Mauro Henrique – vocais
- Dani Aguiar - composição, arranjo, baixo
- Jorginho Araújo - produção musical, teclados, programações
- Henrique Garcia – guitarras
- Tarcisio Buyochi – bateria
- João Carlos Mesquita (Cuba) – mixagem
- David Lee – masterização
- Kleber Augusto - Arranjo de Cordas
- Orquestra - ST. Petersburg